# Pala (Türi)
Pour les articles homonymes, voir Pala.
Pala est un village de la commune de Türi du comté de Järva en Estonie.
Au 31 décembre 2011, il compte 85 habitants.